# Hassane Bandé
Boureima Hassane Bandé (* 30. Oktober 1998 in Ouagadougou) ist ein burkinischer Fußballspieler. Der Linksaußen steht beim finnischen Erstligisten HJK Helsinki unter Vertrag.

## Karriere

### Verein
Der Spieler wechselte zur Saison 2017/18 vom Salitas FC zum KV Mechelen in die belgische Pro League und erzielte in der Spielzeit 12 Tore in 27 Pflichtspielen. Anschließend schloss er sich der Reservemannschaft von Ajax Amsterdam an und wurde später an den FC Thun in die Super League verliehen. Im Februar 2021 folgte dann eine weitere Ausleihe an den kroatischen Erstligisten NK Istra 1961. Unter Trainer Danijel Jumić erreichte er mit dem Klub das Endspiel um den kroatischen Pokalwettbewerb 2020/21, das jedoch mit 3:6 gegen Rekordpokalsieger Dinamo Zagreb verloren ging.
2022 schloss sich Bandé dem SC Amiens an. 2023 wechselte er nach Finnland zum HJK Helsinki, mit dem er am Jahresende die finnische Meisterschaft gewann.

### Nationalmannschaft
Bandé debütierte am 25. Oktober 2015 beim 0:0 im Freundschaftsspiel gegen Nigeria für die burkinische A-Nationalmannschaft. Bis 2018 absolvierte er vier Partien und kam dann erst wieder drei Jahre später zu weiteren Einsätzen. 2022 und 2024 nahm er mit der Mannschaft jeweils am Afrika-Cup teil.